# Adam Trybus

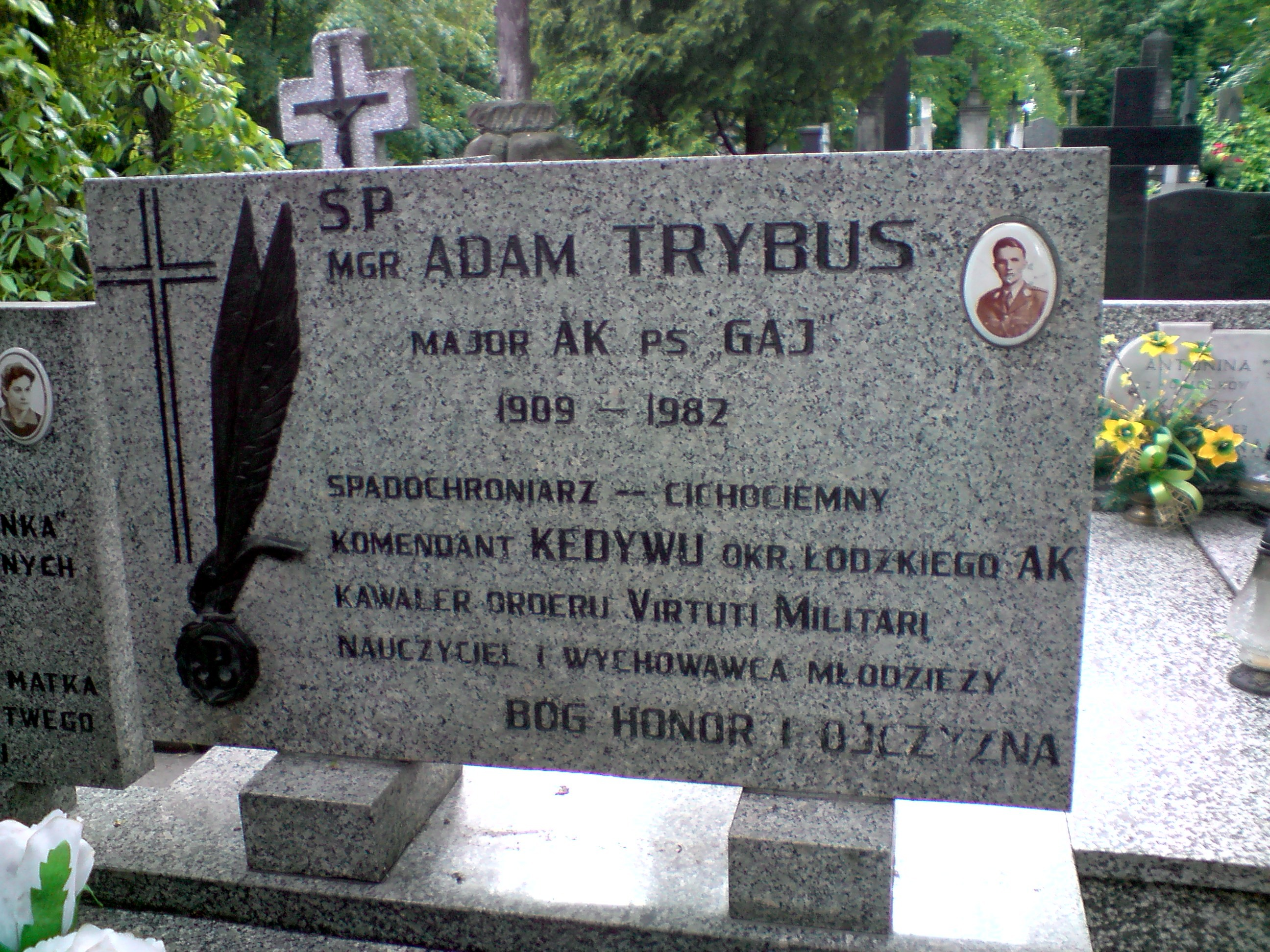
Grób Adama Trybusa na Starym Cmentarzu w Piotrkowie Trybunalskim

Adam Trybus, ps. Gaj, Mścisław, Ogrodnik, Tkacz (ur. 3 sierpnia 1909 w Zręcinie, zm. 4 lipca 1982 w Piotrkowie Trybunalskim) – nauczyciel, wykładowca, filolog latynista, oficer piechoty Wojska Polskiego, major Polskich Sił Zbrojnych, cichociemny, żołnierz AK i ROAK, więzień polityczny PRL.

## Życiorys

### Przed 1939
Adam Trybus pochodził z rodziny chłopskiej. Był synem Bartłomieja i Ludwiki z d. Krzywda. Szkołę podstawową ukończył w Zręcinie. W latach 1921–1929 kształcił się w Państwowym Gimnazjum im. Mikołaja Kopernika w Krośnie, gdzie uzyskał świadectwo dojrzałości w 1929. Podczas nauki w gimnazjum działał w Związku Harcerstwa Polskiego. W latach 1929–1935 studiował filologię klasyczną na Uniwersytecie Jagiellońskim w Krakowie oraz pracował zawodowo i był członkiem Akademickiej Młodzieży Ludowej w Krakowie.
Od września 1933 do czerwca 1934 brał udział w Dywizyjnym Kursie Podchorążych Rezerwy Piechoty przy 5 pułku strzelców podhalańskich w Przemyślu. Potem kontynuował studia i pracował zawodowo. W 1935 odbył ćwiczenia aplikacyjne w 2 pułku strzelców podhalańskich w Sanoku, otrzymując stopień podporucznika rezerwy piechoty z przydziałem mobilizacyjnym do 2 pspodh. w Sanoku. W 1937 uzyskał dyplom magistra filologii. W latach 1937–1939 był nauczycielem łaciny w Gimnazjum Miejskim w Krośnie i działał w harcerstwie. W sierpniu 1939 został powołany na ćwiczenia wojskowe, które odbył w 2 pspodh.

### 1939–1945
W kampanii wrześniowej 1939 dowodził plutonem 2 pspodh. i pełnił funkcję adiutanta dowódcy. Po walkach na Lubelszczyźnie przedostał się 21 września 1939 z wojskiem na Węgry. 25 września 1939 został internowany w obozie Komarnie, skąd uciekł w lutym 1940, po czym przedostał się do polskiego konsulatu w Bukareszcie, gdzie otrzymał pomoc. Następnie przez Węgry, Jugosławię dotarł do Splitu, skąd w marcu 1940 morzem do Francji. Przebywał w obozie k. Marsylii, potem w Vichy, a w kwietniu 1940 został przeniesiony do Bretanii, gdzie otrzymał przydział do Legii Oficerskiej. Przebywał w Ośrodku Szkoleniowym Artylerii k. Paryża na przeszkoleniu w obsłudze działek przeciwpancernych.
Uczestniczył w kampanii francuskiej w czerwcu 1940 r. Z kompanią oficerską wycofał się do St. Jean de Luz, skąd 27 czerwca 1940 statkiem wypłynął do Wielkiej Brytanii, gdzie wcielono go do 3 Brygady Kadrowej Strzelców, potem do Brygady Strzelców Podhalańskich. Ukończył kurs spadochronowy. Do wiosny 1942 służył w 3 BKS. W 1942 zgłosił się do służby konspiracyjnej w kraju. Przeszkolony w zakresie dywersji. 24 sierpnia 1942 zaprzysiężony w AK. W nocy z 1 na 2 października 1942 przerzucony do kraju w operacji lotniczej „Chisel” (Tucholski podaje – operacja lotnicza „Hammer” (dowódca kpt. naw. Mariusz Wodzicki) w ekipie XV).
Awansowany do stopnia porucznika rezerwy 1 października 1942 w Warszawie. W komendzie Okręgu AK Łódź początkowo oficer dywersji i szef „Kedywu” w Inspektoracie Piotrkowskim AK. Od stycznia 1943 szef „Kedywu” Okręgu AK Łódź. Awansowany 11 listopada 1943 do stopnia kapitana rezerwy. Kierował walką „Kedywu” i organizował jego sieć oraz szkolił żołnierzy AK. Brał udział w przygotowaniach do akcji „Burza”. Od lipca do października 1944 jako d-ca ogniska walki prowadził oddział Koluszki. Od listopada 1944 komendant Inspektoratu Rejonowego AK Łódź. Awansowany 1 stycznia 1945 do stopnia majora rezerwy.

### Po 1945
Po rozwiązaniu AK (19 stycznia 1945) czynny w konspiracji antykomunistycznej ROAK/DSZ. Zorganizował z sukcesem akcję oddziałów na areszt PUBP w Pabianicach 11 czerwca 1945, uwalniając więzionych tam żołnierzy konspiracji.
W lipcu 1945 prowadził rozmowy z premierem E. Osóbką–Morawskim dotyczące ujawnienia struktur konspiracyjnych ROAK/DSZ Łódź. Po uzyskaniu gwarancji bezpieczeństwa dla swoich żołnierzy 19 lipca 1945 ujawnił oficjalnie przed UB struktury organizacji. Zagrożony aresztowaniem przez UB w grudniu 1945 wyjechał z terenu Piotrkowa Trybunalskiego i przeniósł się z rodziną do Wrocławia, gdzie podjął pracę jako nauczyciel w I Gimnazjum oraz wykładowca łaciny w Seminarium Duchownym we Wrocławiu. Jego osobę wspomniał Jacek Trznadel w książce Hańba domowa. Był inwigilowany przez UB.
W dniu 20 września 1950 zatrzymany przez UB podczas sprowokowanej podróży służbowej do Jeleniej Góry. Przewieziony do więzienia WUBP w Łodzi na dalsze śledztwo. Formalnie aresztowany przez WPR Łódź w styczniu 1951. W śledztwie trwającym od stycznia 1951 do 28 maja 1951 był bity i torturowany. Wielokrotnie zamykany w karcerze. W dniach od 28 czerwca 1951 do 11 lipca 1951 rozprawa przed WSR w Łodzi. Wyrok w 11 lipca 1951 (sygnatura akt Sr. 255/51) skazujący na 15 lat więzienia oraz pozbawienie wszelkich praw na lat 5 i przepadek mienia. Po procesie więziony w ZK Łódź, skąd go przewieziono do ZK Sieradz, potem do CWK we Wronkach (28 maja 1952). 16 grudnia 1955 Rada Państwa skorzystała z prawa łaski i złagodziła karę do 8 lat. Pozostałą część kary zawieszono na 2 lata. Zwolniony z CWK Wronki 20 grudnia 1955. Powrócił do Wrocławia, po czym przeniósł się do Piotrkowa Tryb. Decyzją Zgromadzenia Sędziów NSW w Warszawie z 26 lutego 1957, nr Zg. Og. 85/57, wyrok wydany przez WSR Łódź 11 lipca 1951 został uchylony i Adam Trybus został zrehabilitowany.
Pracował nadal w szkolnictwie. W 1970 zmuszony do przejścia na emeryturę. Był członkiem Koła Cichociemnych w Warszawie. 13 grudnia 1981 po wprowadzeniu stanu wojennego zatrzymany przez SB, pomimo ciężkiej choroby. Po przesłuchaniu został zwolniony. Zmarł 4 lipca 1982 w Piotrkowie Tryb. Pochowany na miejscowym Starym Cmentarzu Rzymskokatolickim.
Żonaty z Danutą z d. Justyna, żołnierzem AK. Miał syna Leszka (ur. 1946) i córkę Barbarę (Szaruga) (ur. 1950) oraz syna Ryszarda (1958–1967).

## Odznaczenia
- Krzyż Srebrny Orderu Virtuti Militari (nr 13340)
- Krzyż Walecznych – trzykrotnie
- Złoty Krzyż Zasługi z Mieczami
- Krzyż Armii Krajowej
- Medal Wojska Polskiego – czterokrotnie
- Krzyż Komandorski Orderu Odrodzenia Polski – pośmiertnie (postanowieniem Prezydenta RP Lecha Kaczyńskiego z 10 lipca 2008 za wybitne zasługi dla niepodległości Rzeczypospolitej Polskiej)[8]